# اسکیپیو آفریکانوس
پوبلیوس کورنلیوس اسکیپیو معروف به اسکیپیو آفریکانوس (لاتین: Scipio Africanus؛ زاده ۲۳۶ پیش از میلاد درگذشته ۱۸۳ پیش از میلاد) یک ژنرال و سپس کنسول رومی بود. او اغلب به‌عنوان یکی از بزرگ‌ترین فرماندهان نظامی و استراتژیست‌های تاریخ در نظر گرفته می‌شود. دستاوردهای اصلی وی در خلال دومین جنگ کارتاژ بزرگ‌ترین دستاورد نظامی او شکست هانیبال در نبرد زاما در سال ۲۰۲ پیش از میلاد بود (نزدیک زامای امروزی در تونس) در سال ۲۰۲ پیش. این پیروزی در آفریقا، لقب افتخاری «آفریکانوس» را برای او به ارمغان آورد، که به معنای واقعی کلمه «آفریقایی» است، اما باید به‌عنوان «فاتح آفریقا» تعبیر شود.
فتوحات اسکیپیو در ایبری در نبرد ایلیپا در سال ۲۰۶ پیش از میلاد در برابر مگو بارکا، برادر هانیبال، به اوج خود رسید. اگرچه او به‌عنوان یک قهرمان توسط مردم روم شناخته می‌شد، به‌ویژه به خاطر پیروزی‌هایش علیه کارتاژ، اما اسکیپیو مخالفان زیادی داشت، به‌خصوص کاتو بزرگ که از او به‌شدت نفرت داشت. در سال ۱۸۷ پیش از میلاد، او و برادرش در یک محاکمه نمایشی به دلیل رشوه‌ای که ظاهراً از آنتیوخوس سوم، پادشاه سلوکیان، در جریان جنگ روم و سلوکیان دریافت کرده بودند، محاکمه شدند. اسکیپیو که از ناسپاسی هم‌قطارانش دل‌سرد شده بود، روم را ترک کرد و از زندگی عمومی کناره‌گیری کرد و در ویلای خود در لیتِرنوم بازنشسته شد.

## سالهای نخستین زندگی

### خانواده
اسکیپیو آفریکانوس با نام پوبلیوس کورنلیوس اسکیپیو در سال ۲۳۶ پیش از میلاد از پدر هم‌نام خود و مادرش پومپونیا در خانواده کورنلیوس اسکیپیون‌ها به دنیا آمد.خانواده او یکی از خانواده‌های بزرگ و باستانی پاتریسیان بود که در حافظه زنده چندین بار به مقام کنسولی رسیده بودند: پدر پدربزرگ او، لوسیوس کورنلیوس اسکیپیو بارباتوس، و پدربزرگش، لوسیوس کورنلیوس اسکیپیو، هر دو کنسول و سنسور بودند. پدر او در سال ۲۱۸ پیش از میلاد مقام کنسولی داشت، عموی او در سال ۲۲۲ پیش از میلاد کنسول بود، و برادران مادرش – مانیوس پومپونیوس ماتوس و مارکوس پومپونیوس ماتوس – به ترتیب در سال‌های ۲۳۳ و ۲۳۱ کنسول بودند.

### سالهای نخست خدمت نظامی
جنگ دوم پونیک در بهار سال ۲۱۸ پیش از میلاد آغاز شد، زمانی که اولتیماتوم روم به کارتاژ، مبنی بر اینکه هانیبال باید از ساگونتوم در اسپانیا عقب‌نشینی کند، رد شد. پدر اسکیپیو در آن سال کنسول بود و اسکیپیو جوان به او در کارزار متوقف کردن پیشروی هانیبال به سوی ایتالیا پیوست. در یک درگیری کوتاه سواره‌نظام بین پدر اسکیپیو و هانیبال در نزدیکی رودخانه تیسینوس، نزدیک پاویا امروزی، پولیبیوس ادعا می‌کند که پسر جان پدرش را پس از اینکه پدرش توسط سواران دشمن محاصره شد، نجات داد. با این حال، منابع دیگر این افتخار را به یک برده لیگوریایی بی‌نام نسبت می‌دهند.
دو سال بعد، در سال ۲۱۶ پیش از میلاد، اسکیپیو به عنوان تریبون نظامی خدمت کرد. او از نبرد فاجعه‌آمیز کانای جان سالم به در برد – پدرزن او، کنسول لوسیوس آئمیلیوس پاولوس، در آنجا کشته شد – و پس از نبرد، بازماندگان را در کانوسیوم گرد آورد. به گفته لیوی، هنگامی که او شنید که لوسیوس کائکیلیوس متلوس و دیگر اشراف جوان در حال بحث دربارهٔ طرحی برای ترک جمهوری و رفتن به خارج از کشور برای خدمت به عنوان مزدور هستند، اسکیپیو به جلسه یورش برد و همه آن‌ها را مجبور کرد که با شمشیر در دست به ژوپیتر و سه‌گانه کاپیتول سوگند بخورند که هرگز روم را ترک نخواهند کرد. این داستان احتمالاً یک اختراع متاخر است، زیرا در آثار پولیبیوس دیده نمی‌شود.
سال بعد، در ۲۱۳ پیش از میلاد، او به عنوان اِدیل کورول انتخاب شد و با پسرعمویش مارکوس کورنلیوس ستگوس خدمت کرد. نامزدی او توسط یکی از تریبون‌های پلبی به دلیل نرسیدن به حداقل سن لازم مورد مخالفت قرار گرفت، اما رأی‌دهندگان حمایت چنان پرشوری از اسکیپیو نشان دادند که آن تریبون از مخالفت خود دست کشید.

## جنگ دوم پونیک

### عملیات نظامی در اسپانیا
از آغاز جنگ تا سال ۲۱۱ پیش از میلاد، پدر اسکیپیو، پوبلیوس کورنلیوس اسکیپیو، و عمویش، گنایوس کورنلیوس اسکیپیو کلاوس، فرماندهی ارتش‌های روم در اسپانیا را بر عهده داشتند. آن‌ها در زمانی پیشرفت کردند که کارتاژی‌ها مجبور شدند بخش قابل توجهی از نیروهای خود را به‌دلیل سرکشی سیفاکس از نومیدیا عقب‌نشینی کنند. در طول هفت سال از سال ۲۱۸، برادران موفق شدند کنترل روم را به‌طور عمیق به خاک کارتاژ گسترش دهند.اما فاجعه در سال ۲۱۱ پیش از میلاد به وقوع پیوست، زمانی که برادران نیروهای خود را برای حمله به سه ارتش جداگانه کارتاژی تقسیم کردند و به‌صورت جزئی شکست خوردند. برادران در نبردهای جداگانه‌ای در برابر کارتاژی‌ها که به‌دست هاسدروبال بارکا، مگو بارکا و هاسدروبال گیسکو رهبری می‌شدند، کشته شدند؛ دو بارکا برادران هانیبال بودند.
در ابتدا، گایوس کلودیوس نرو – که در سال ۲۱۲ پیش از میلاد پرایتور بود – برای کنترل وضعیت به اسپانیا فرستاده شد. اما در سال ۲۱۰ پیش از میلاد، مجمع عمومی اسکیپیو را به فرماندهی انتخاب کرد. پژوهشگران مدرن روایت لیوی دربارهٔ تردید سناتورها را رد کرده و به جای آن پیشنهاد کرده‌اند که سناتوران اسکیپیو را انتخاب کردند اما به‌منظور مشروعیت بخشی به یک فرماندهی غیررسمی، مجبور به برگزاری رأی‌گیری عمومی شدند. سپردن فرماندهی به اسکیپیو اقدامی فوق‌العاده بود، زیرا در این زمان او هرگز پرایتور یا کنسول نبوده و با این حال، به او «ایمپریوم پرو کنسوله» اعطا شد و با رسیدن به اسپانیا در اوایل پاییز، فرماندهی را بر عهده گرفت. او نخستین فردی بود که بدون داشتن مقام کنسولی، «ایمپریوم پروکنسولار» دریافت کرد. او با حدود ۱۰٬۰۰۰ نیروی تقویتی به اسپانیا رفت و به زودی با یک فرمانده دیگر، مارکوس یونیوس سیلانوس، که به‌عنوان پروپرایتور فرستاده شده بود و به‌زودی فرماندهی ارتش نرو را بر عهده گرفت، ملحق شد.
در تلاش برای شکست دادن سه ارتش کارتاژی به‌طور جداگانه، در سال بعد، ۲۰۹ پیش از میلاد، اسکیپیو اولین کارزار بزرگ خود را آغاز کرد: او شهر کارتاژ نووا (کارتاگنای مدرن) را که یک مرکز لجستیکی بزرگ کارتاژ و از اهمیت استراتژیک بالایی برخوردار بود، محاصره کرد.در نبرد، او شهر را با فرستادن گروهی از نیروهایش از طریق تالاب در شمال شهر، زمانی که سطح آب به پایین‌ترین حد خود رسید، تصرف کرد. او به سربازان گفت که رؤیایی داشته که در آن خدای نپتون وعده کمک داده است؛ این رؤیای ادعایی نقشی در شکل‌گیری سریع یک افسانه حول اسکیپیو و خانواده‌اش داشت. با حمله سریع به شهر و عدم توانایی در تفکیک میان سربازان و غیرنظامیان، اسکیپیو به سربازانش دستور داد هر کسی را که با آن مواجه می‌شوند، قتل‌عام کرده و هر سازه‌ای را غارت کنند؛ پولیبیوس این قتل‌عام را اقدامی برای ایجاد وحشت در میان مردم اسپانیا برای تسلیم سریع دانست و در روایتی ذکر کرد که رومیان چنان دقیق بودند که حتی سگ‌ها و دیگر حیوانات را نیز به دو نیمه می‌کردند. سپس او تسلیم مگو را در قلعه پذیرفت و بلافاصله رویکرد خود را تغییر داد، شهروندان باقی‌مانده را نجات داد و تنها غیرشهروندان شهر را به بردگی گرفت. و سپس سیصد گروگان اسپانیایی را به اسارت خود درآورد، به آن‌ها هدایایی داد، امنیت آن‌ها و خانواده‌هایشان را تضمین کرد و به آن‌ها وعده آزادی داد، مشروط به اینکه جوامع مربوطه آن‌ها با روم متحد شوند.
پس از نبرد، چندین قبیله اسپانیایی به رومی‌ها پیوستند. در سال بعد، ۲۰۸ پیش از میلاد، اسکیپیو با هاسدروبال در شمال رودخانه بایتیس، در نزدیکی باکولا جنگید. در حالی که اسکیپیو پیروز شد، نبرد قاطعانه نبود و هاسدروبال به همراه بیشتر ارتش خود به سمت شمال و از طریق کوه‌های پیرنه به ایتالیا گریخت. هاسدروبال و ارتش او در سال ۲۰۷ به ایتالیا رسیدند، جایی که در نبرد متاوروس شکست خوردند و ارتش او نابود و خود هاسدروبال کشته شد.در سال بعد، هاسدروبال توسط شخصی به نام هانو جایگزین شد که در سلتیبریا توسط یونیوس سیلانوس اسیر شد.پس از تعقیب ارتش هاسدروبال، پسر گیسگو، که به گادس (کادیس امروزی) عقب‌نشینی کرد، برادر اسکیپیو اورونگیس (خائین امروزی) را فتح کرد و سپس پیروزی قاطع در سال ۲۰۶ پیش از میلاد در نبرد ایلیپا، در شمال سویا امروزی، کارتاژی‌ها را مجبور به عقب‌نشینی از شبه‌جزیره کرد. در عملیات پاک‌سازی، اسکیپیو ایلورگیا و کاستولو را تصرف کرد و مجازات شدیدی بر ایلورگیا اعمال کرد، زیرا پناهندگان ارتش او را کشته بودند. سایر فرماندهان رومی نیز شهرهای دیگری در اسپانیا را تصرف کردند، از جمله آستاپا که ساکنان آن به‌طور دسته‌جمعی خودکشی کردند. پس از شورشی که توسط قبایل اسپانیایی به سرعت سرکوب شد، هنگامی که شایعات نادرستی مبنی بر مرگ اسکیپیو به دلیل بیماری منتشر شد، او به آفریقا رفت تا حمایت سیفاکس را جلب کند و سپس به غرب اسپانیا رفت تا با ماسینیسا ملاقات کند. سیفاکس وفاداری خود را اعلام کرد اما در نهایت به کارتاژی‌ها پیوست؛ ماسینیسا، با این حال، پس از اینکه سیفاکس او را از پادشاهی ماسیلی اخراج کرد، با یک گروه کوچک به رومی‌ها پیوست. در این میان، گادس به رومی‌ها تسلیم شد.
در حدود سال ۲۰۶ پیش از میلاد، اسکیپیو همچنین شهر ایتالیکا را تأسیس کرد (واقع در حدود ۹ کیلومتری شمال غربی سویا)، که بعدها زادگاه امپراتوران تراژان، هادریان و تئودوسیوس اول شد.با پیروزی عمومی در سراسر شبه‌جزیره، اسکیپیو سپس به رم بازگشت تا برای کنسولی سال ۲۰۵ پیش از میلاد کاندید شود و فرماندهی را به لوسیوس کورنلیوس لنتولوس و لوسیوس مانلیوس آسیدینوس واگذار کرد. او در اواخر سال به رم بازگشت؛طبق گفته لیوی، او از برگزاری پیروزی منع شد به این دلیل که او خصوصی بود، یعنی بدون مجوز رسمی (سینه ماگیستراتو) و هرگز به یک منصب رسمی با قدرت اجرایی انتخاب نشده بود.

### عملیات نظامی در آفریقا
اسکیپیو با شور و هیجان فراوان در سال ۲۰۵ پیش از میلاد به‌اتفاق آرا به عنوان کنسول انتخاب شد. او ۳۱ سال داشت و از نظر فنی هنوز برای کنسولی بسیار جوان بود. وقتی او به منصب خود وارد شد، از سنا درخواست کرد که استان آفریقا به او واگذار شود و تهدید کرد که اگر این خواسته رد شود، موضوع را به مجامع عمومی خواهد برد.با وجود مخالفت شدید پرینکپس سِناتوس، کوئینتوس فابیوس ماکسیموس وِروکوسوس، سنا تسلیم فشار او شد و سیسیل را با مجوز عبور به آفریقا در صورت تمایل به او واگذار کرد.مخالفت فابیوس ممکن است به دلیل حسادت به محبوبیت اسکیپیو بوده باشد، اما احتمالاً به دلیل شکست کمپین آفریقا در حدود سال ۲۵۵ پیش از میلاد تحت فرماندهی مارکوس آتیلیوس رگولوس در طول جنگ اول پونیک نیز بوده است که باعث تجدید قوای جنگی کارتاژی‌ها شد. با این حال، سنا هیچ سرباز اضافی به اسکیپیو اختصاص نداد و او مجبور شد ارتشی از داوطلبان را گرد آورد. لیوی گزارش می‌دهد که او از مشتریان و حامیانش در ایتالیا حدود ۳۰ کشتی جنگی و ۷۰۰۰ مرد جمع‌آوری کرد.
سکیپیو بیشتر دوران کنسولی خود را صرف آماده‌سازی نیروهایش در سیسیل برای تهاجم به آفریقا کرد. او در همان سال لوکری را در جنوب ایتالیا تصرف کرد و فرماندهی آنجا را به فردی به نام پلمینیوس سپرد. پس از به‌دست گرفتن فرماندهی، پلمینیوس معبد شهر را غارت کرد و دو تریبون نظامی را شکنجه داده و کشت. به خاطر این جنایات، سنا دستور بازداشت پلمینیوس را صادر کرد؛ اسکیپیو نیز در این حادثه دخیل شناخته شد اما سال بعد از هرگونه اتهامی تبرئه شد.

### یورش به آفریقا
در سال ۲۰۵ پیش از میلاد، اسکیپیو با نیروهای خود وارد آفریقا شد و شهر اوتیکا را محاصره کرد. پس از مدتی عقب‌نشینی کرد و در طول زمستان با کارتاژی‌ها به‌طور ظاهری وارد مذاکرات شد. در جریان این مذاکرات صوری، او اردوگاه‌های دشمن را شناسایی و نقشه‌برداری کرد و سپس در یک حمله شبانه موفق شد آن‌ها را نابود کرده و تعداد زیادی از دشمن را از بین ببرد. در اوایل سال جدید، در نبرد دشت‌های بزرگ پیروز شد و پس از دستگیری سیفاکس، شاه نومیدیا، ماسینیسا را به تاج‌وتخت بازگرداند. کارتاژی‌ها در واکنش به این شکست، ژنرال‌های خود هانیبال و ماگو را از ایتالیا فراخواندند و همچنین ناوگان خود را برای قطع خطوط تدارکاتی اسکیپیو علیه او به‌کار گرفتند.اسکیپیو مجبور به نبرد دریایی نزدیکی اوتیکا شد اما موفق شد از یک فاجعه جلوگیری کند و تنها حدود شصت کشتی تدارکاتی را از دست داد. دور دیگری از مذاکرات صلح آغاز شد و کارتاژی‌ها موافقت کردند که تمامی ادعاهای سرزمینی خود در مدیترانه و فراتر از آن را رها کنند، حق توسعه خود در آفریقا را محدود کنند، پادشاهی ماسینیسا را به رسمیت بشناسند، تمامی کشتی‌های خود به‌جز بیست فروند را تحویل دهند، و غرامت جنگی بپردازند. با این حال، در جریان مذاکرات، کارتاژی‌ها که با قحطی مواجه بودند، به یک کاروان غذایی رومی حمله کردند که باعث شد اعتراضاتی ارسال شده و مبادله سفیران صورت گیرد.
در سال ۲۰۳ پیش از میلاد، تلاش‌هایی برای برکناری اسکیپیو از فرماندهی صورت گرفت. یکی از کنسول‌های آن سال، گنایوس سرویلیوس کایپیو، تلاش کرد خود را جایگزین اسکیپیو کند تا افتخار آخرین ضربه به کارتاژ را به نام خود ثبت کند. همچنین، کنسول‌های سال ۲۰۲ پیش از میلاد نیز به‌دلیل علاقه‌مندی به فرماندهی در آفریقا، به این اقدام تمایل داشتند. با این حال، اسکیپیو در سال ۲۰۲ پیش از میلاد، در یک ملاقات با هانیبال شرایط صلح را رد کرد. پس از آن، با حمایت سواره‌نظام نومیدی ماسینیسا، نبرد زاما انجام شد که طی آن رومی‌ها پیروز شدند و کارتاژ بار دیگر خواستار صلح شد.
در سال ۲۰۱ پیش از میلاد، اسکیپیو در آفریقا ماند تا مذاکرات صلح را به پایان برساند. این مذاکرات منجر به شرایطی شد که در آن قلمرو کارتاژ به وضعیت قبل از جنگ بازگشت، تمامی اموال و افراد اسیر به رومیان بازگردانده شدند، کارتاژ به غیر از ده تریرم کشتی جنگی باقی‌مانده‌اش را از دست داد و برای انجام هر جنگی نیازمند اجازه از روم شد. همچنین قلمرو ماسینیسا در نومیدیه تأیید شد و کارتاژ موظف شد تا غرامت جنگی به میزان ۱۰ هزار تالنت را طی ۵۰ سال بپردازد. کنسول سال ۲۰۱ پیش از میلاد، گنایوس کورنلیوس لنتولوس، تلاش کرد با این صلح مخالفت کند تا بتواند جای اسکیپیو را بگیرد و جنگ را ادامه دهد. اما شرایط صلح توسط مجمع در روم تأیید شد و جنگ به پایان نهایی رسید.

### بازگشت
پس از بازگشت به روم، اسکیپیو یک تریومف بزرگ را به افتخار پیروزی‌هایش بر هانیبال، کارتاژی‌ها و سیفاکس برگزار کرد.در این جشن، او لقب آفریکانوس (به معنی "آفریقایی") را برای پیروزی‌هایش به خود اختصاص داد. با وجود اینکه اسکیپیو تنها در اوایل دهه سوم زندگی خود بود، حرفه‌اش به میزان زیادی از همتایانش پیشی گرفته بود.اسکیپیو پس از بازگشت، ۱۲۳ هزار پوند نقره به خزانه روم واریز کرد و به هر یک از سربازانش ۴۰۰ اسس (واحد پول روم) داد. محبوبیت او در میان پلِب‌ها (طبقه پایین جامعه روم) شگفت‌انگیز بود. افسانه‌ای که دربارهٔ او شکل گرفته بود، در نسخه‌های بعدی او را حتی به عنوان پسر ژوپیتر معرفی می‌کرد و نوید موفقیت‌های سیاسی بزرگی را می‌داد.اما این موفقیت‌ها باعث شد بسیاری از اشراف رومی به دشمنان او تبدیل شوند، بیشتر برای جلوگیری از افزایش قدرت و شکوه او یا به دلیل حسادت. حتی در دوران کنسولی او، فابیوس ماکسیموس و دیگران با او مخالف بودند، به ویژه پس از انتشار داستان‌هایی که او را به عنوان پادشاه و خدا در اسپانیا معرفی می‌کردند. با این حال، نقش اسکیپیو در سیاست روم همچنان در چارچوب سنتی باقی ماند.

## سالهای پایانی زندگی

### دوران سانسوری و دومین دوره کنسولی
در سال ۱۹۹ قبل از میلاد، اسکیپیو به همراه پوبلیوس آئلیوس پایتوس به عنوان سانسور (یکی از مقامات عالی روم) انتخاب شد. هرچند دوره سانسوری آن‌ها عمدتاً بی‌اهمیت بود، اما اسکیپیو به عنوان پرینکیپس سنا (رهبر سنا) منصوب شد، عنوانی که او تا دو دوره پنج‌ساله بعدی حفظ کرد.کلاسیک‌دان هاوارد هیز اسکالارد بر این باور بود که پس از این نقطه، موقعیت سیاسی اسکیپیو وارد مرحلهٔ افول شد، اما این نظر محل اختلاف است.
پس از گذشت ده سال الزامی بین دو کنسولگری، اسکیپیو توانست در ۱۹۴ قبل از میلاد دوباره به مقام کنسولی انتخاب شود. در طول دومین کنسولی خود، او تمایل داشت جانشین تیتوس کوئینکتیوس فلا مینینوس در یونان شود و از حضور قوی‌تر روم در دریای اژه به عنوان حفاظی در برابر آنتیوخوس سوم حمایت می‌کرد، اما در این مورد موفق نشد. به جای آن، او با قبیله‌های بویی و لیگوری‌ها در شمال ایتالیا جنگید، قبایلی که روم از سال ۲۰۱ قبل از میلاد به‌طور مداوم با آن‌ها درگیر بود. اسکیپیو به تیبریوس سمپرونیوس لونگوس، هم‌مقام کنسولی‌اش، اجازه داد نقش اصلی را در نبردها داشته باشد و خود به رم بازگشت تا انتخابات کنسولی را برگزار کند.
در سال ۱۹۳ قبل از میلاد، گفته می‌شود که اسکیپیو در دو مأموریت دیپلماتیک شرکت داشت. اولین مأموریت به آفریقا بود، جایی که او به همراه دو نفر دیگر برای حل اختلاف مرزی بین کارتاژ و ماسینیسا فرستاده شد؛ اما موضوع به صورت عمدی یا ناخواسته حل نشد. دومین مأموریت او ادعا شده که به آسیا بوده، اما با توجه به زمان سفر، این اتفاق به احتمال زیاد رخ نداده است. در این مأموریت فرضی، گفته می‌شود که اسکیپیو در افسس با هانیبال دربارهٔ بهترین ژنرال‌ها بحث کرده است، اما این ماجرا افسانه‌ای به نظر می‌رسد.

### جنگ سلوکیان و روم
در سال ۱۹۲ قبل از میلاد، روم به آنتیوخوس سوم اعلام جنگ کرد.آنتیوخوس پس از یک دوره جنگ سرد با رومی‌ها از زمان پایان جنگ دوم مقدونیه تا سال ۱۹۳ قبل از میلاد، به یونان حمله کرد.تلاش اولیه آنتیوخوس برای تصرف یونان با استقبال کمی از سوی ساکنان محلی مواجه شد؛ زیرا آن‌ها در شرایطی صلح‌آمیز و در چارچوب یک سیستم بین‌شهری آزاد پس از اعلام آزادی یونان توسط روم زندگی می‌کردند.همچنین، شهرهایی که آنتیوخوس تصرف کرد، بیشتر با زور گرفته شدند که اوضاع را بدتر کرد.در بهار ۱۹۱ قبل از میلاد، کنسول مانیوس آکیلیوس گلابریو به یونان رسید و به سرعت آنتیوخوس را در نبرد ترموپیل شکست داد.آنتیوخوس در این نبرد شکست خورد و تنها شش ماه پس از شروع جنگ مجبور شد به افسس در آن‌سوی دریای اژه عقب‌نشینی کند.
در سال ۱۹۰ قبل از میلاد، برادر اسکیپیو آفریکانوس، لوسیوس کورنلیوس اسکیپیو، به عنوان کنسول منصوب شد و از سوی سنا مأموریت یافت تا به یونان رفته و اجازه یافت به آسیا نیز عبور کند. او برادر بزرگ‌تر خود، اسکیپیو آفریکانوس، را به عنوان یکی از لگاتوس‌ها (فرماندهان زیر دست) منصوب کرد. در طول مسیر، ارتش‌ها و ناوگان‌های رومی به سرعت از دفاعیات آنتیوخوس عبور کردند و او را مجبور به عقب‌نشینی از هلسپونت و آبیدوس کردند. تا اکتبر ۱۹۰ قبل از میلاد، زمانی که برادران اسکیپیو به آسیا رسیدند، رومی‌ها ارتشی در آسیای صغیر داشتند.آنتیوخوس پیشنهاد صلح داد که شامل پرداخت غرامت به میزان نیمی از هزینه جنگ و رها کردن ادعاهایش در اسمیرنا، لپساکوس، اسکندریه ترواس و دیگر شهرها بود. اما برادران اسکیپیو این پیشنهاد را رد کردند و اهداف جنگی روم را که شامل تغییر توازن قدرت در دریای اژه به نفع خود بود، اعلام کردند. آن‌ها خواستار تسلیم تمامی اراضی آنتیوخوس تا رشته‌کوه‌های توروس و پرداخت غرامت کامل هزینه‌های جنگ شدند. این خواسته‌ها چنان افراطی بودند که آنتیوخوس بلافاصله مذاکرات را قطع کرد. اواخر همان سال، در حوالی دسامبر، نیروهای آنتیوخوس در نبرد ماگنزیا با رومی‌ها درگیر شدند. با وجود اینکه ارتش آنتیوخوس که شامل حدود ۶۰٬۰۰۰ نفر بود، دو برابر تعداد رومی‌ها و متحدانشان بود، این نبرد به شکست آنتیوخوس منجر شد.
اعتبار پیروزی در این نبرد به برادرش، لوسیوس، فرمانده روم تعلق گرفت. شرایط صلحی که در ساردیس ارائه شد، تقریباً همان خواسته‌های رومی‌ها پیش از نبرد بود: آنتیوخوس تمام اراضی خارج از مرزهای توروس را تسلیم کند (که بعدها از دماغه ساردون در سیلیسیا تا رود تانیس تعیین شد)، غرامتی به مبلغ ۱۵٬۰۰۰ تالنت به روم بپردازد، و ۴۰۰ تالنت جداگانه به اوئومن، تمام تبعیدی‌ها و دشمنان روم را تحویل دهد (از جمله هانیبال) و بیست گروگان (از جمله کوچک‌ترین پسر آنتیوخوس) را تسلیم کند.

### دادگاه اسکیپیوها
در دهه ۱۹۰ قبل از میلاد، اشراف روم دوباره تلاش‌هایی برای محدود کردن بلندپروازی‌های فردی انجام دادند. بازگشت خاندان اسکیپیون‌ها به رم باعث ایجاد اعتراضاتی نسبت به ادعای لوسیوس اسکیپیو برای برگزاری جشن پیروزی شد.منتقدان معتقد بودند که اسکیپیون‌ها در مقابل دشمن ضعیفی جنگیده بودند و جنگ واقعی در سال گذشته در ترموپیل پیروز شده بود. با این حال، جشن پیروزی لوسیوس تأیید شد. تلاش او برای دریافت تمدید مأموریت از سنا برای نظارت بر تثبیت اوضاع در آسیا نیز رد شد؛ هیچ استثنایی برای قانون کلی پس از جنگ هانیبالی در برابر پرمجیسترات‌ها (فرماندهانی که پس از پایان دوران مأموریتشان همچنان قدرت دارند) اعمال نشد.لوسیوس اسکیپیو لقب آسیانژس را برای خود انتخاب کرد و در جشن پیروزی‌اش مقدار زیادی غنیمت به رم آورد: ۱۳۷٬۴۲۰ پوند نقره، ۲۲۴٬۰۰۰ تترا درهم، ۱۴۰٬۰۰۰ سکه طلا، ۲۳۴ تاج طلایی، ۱۲۳۱ عاج فیل و موارد بیشتر. به سربازانش نیز پاداشی به میزان ۲۵ دیناری داده شد، با پاداش بیشتر به افسران و سواره‌نظام.
این مقادیر عظیم غنیمت باعث ایجاد نوعی وحشت اخلاقی در رم شد، زیرا نگرانی‌هایی دربارهٔ احتمال استفاده خصوصی و افراطی از این ثروت‌ها وجود داشت. این مشکلات با مسئله گسترده‌تری مرتبط بود که مربوط به تعیین حدود قدرت مقامات خارجی، به‌ویژه در رابطه با پول‌های به‌دست‌آمده از جنگ بود. منابع باستانی مجموعه‌ای از داستان‌های گیج‌کننده دربارهٔ مشکلات قانونی اسکیپیون‌ها را ثبت کرده‌اند.
اسکیپیو آسیانژس در واقع تحت پیگرد قانونی قرار گرفت. او تنها نبود؛ جانشین او در آسیا، گنایوس مانیلیوس ولسو نیز متهم شد. با این حال، محاکمه باعث شد که حساب کامل مبالغ پرداخت‌شده توسط آنتیوخوس به مانیلیوس و آسیانژس بررسی شود. پس از اینکه آسیانژس جریمه شد – چه توسط دادگاهی خاص یا قانونی تریبونی – او از پرداخت جریمه امتناع کرد و ادعای فقر کرد. او تنها با میانجیگری یکی از تریبون‌های مردم، که معمولاً تیبریوس سمپرونیوس گراکوس شناخته می‌شود، از زندان نجات یافت. در همان زمان، اسکیپیو آفریکانوس در سنا به چالش کشیده شد. یک سناتور از او خواست تا دفاتر حساب خود برای جنگ آنتیوخن را ارائه کند و توضیح دهد که چه مقدار پول برای پرداخت به سربازان اختصاص داده شده است. او با خشم پاسخ داد و اعلام کرد که نیازی به ارائه گزارش ندارد. اسکیپیو با گرفتن دفاتر حساب از برادرش، آن‌ها را در برابر سناتورها به نمایش گذاشت و سپس آن‌ها را پاره کرد و به‌طور بلاغی پرسید که چگونه سنا می‌تواند نگران ۳٬۰۰۰ تالنت باشد وقتی که او ۱۵٬۰۰۰ تالنت را از طریق فتح اسپانیا، آفریقا و آسیا به خزانه آورده است.
یک داستان که توسط والریوس آنتیاس نقل شده، نشان می‌دهد که یکی از تریبون‌ها به تحریک کاتو کبیر اتهامات رشوه و سرقت علیه اسکیپیو آفریکانوس مطرح کرد. طبق گفته آنتیاس، اسکیپیو با یک سخنرانی پرشور که خدماتش به جمهوری را بیان می‌کرد و یادآور روز سالگرد نبرد زاما بود، پاسخ داد. او سپس به‌طور ناگهانی یک رژه به سمت معبد ژوپیتر برگزار کرد و مراسم قربانی را در میان تشویق‌های پرشور به جای آورد و دادستان‌ها را خجالت‌زده کرد. با این حال، این داستان چندان معتبر نیست.
مشکلات قانونی برای اسکیپیون‌ها تأثیر زیادی نداشت، همان‌طور که بازی‌های باشکوه آسیانژس در سال ۱۸۶ قبل از میلاد و تلاش‌هایش برای کسب مقام سانسور در سال ۱۸۴ قبل از میلاد (که ناموفق بود) نشان می‌دهد. دوستان اسکیپیون‌ها همچنان در انتخابات کنسولی پیروز می‌شدند. اسکیپیو آفریکانوس خود به لیترنوم بازنشسته شد؛ ایده اینکه او در نیمه‌تبعید یا بی‌اعتباری بازنشسته شد، صرفاً افسانه است.

### مرگ
پس از بازنشستگی، اسکیپیو آفریکانوس به ملک شخصی خود در لیترنوم در ساحل کامپانیا رفت و در همان‌جا درگذشت. تاریخ‌های مختلفی برای مرگ او گزارش شده‌اند. پولیبیوس و روتیلیوس، که هر دو اندکی پس از مرگ او می‌زیستند، تاریخ مرگ او را ۱۸۳ قبل از میلاد ذکر کرده‌اند؛ در حالی که مورخ بعدی، والریوس آنتیاس، تاریخ مرگ او را ۱۸۷ قبل از میلاد گزارش داده است. لیوی، که با هر دو تاریخ مخالفت می‌کند، بر این باور بود که اسکیپیو در حدود ۱۸۵ قبل از میلاد درگذشته است. او استدلال می‌کرد که اگر اسکیپیو تا سال ۱۸۳ قبل از میلاد زنده بود، او باید به عنوان پرینسیپس سناتوس (بالاترین عضو سنا) ذکر می‌شد و از سوی دیگر، باید تا سال ۱۸۵ قبل از میلاد زنده می‌بود تا توسط ناویوس که در آن سال تریبون بود، مورد پیگرد قرار می‌گرفت. با این حال، بیشتر منابع مدرن، از جمله واژه‌نامه کلاسیک آکسفورد، تاریخ ۱۸۳ قبل از میلاد را ترجیح می‌دهند.
محل دفن اسکیپیو آفریکانوس دقیقاً مشخص نیست و سه گزینه اصلی برای آن مطرح شده است. اولین احتمال مقبره اسکیپیون‌ها در رم است، اما هیچ سندی در متون ادبی موجود نیست که دفن او در آنجا را تأیید کند. احتمال دوم ویلای او در لیترنوم است: این ملک بعداً به مالکیت سنکای جوان درآمد که در یکی از نامه‌هایش باور داشت که یک محراب در آنجا، مقبره آفریکانوس است. احتمال سوم متا رومولی (هرم رومولی) است که در دوره رنسانس به اشتباه به عنوان مقبره اسکیپیو شناخته شد.